# Kellmünz
Kellmünz es un municipio situado en el distrito de Nuevo Ulm, en el estado federado de Baviera (Alemania), con una población a finales de 2016 de unos 1382 habitantes.
Se encuentra ubicado al oeste del estado, en la región de Suabia, a la orilla del río Iller que lo separa del estado de Baden-Wurtemberg.